# Promens
Promens hf ist ein isländisches Holdingunternehmen der Kunststoffindustrie. Haupteigentümer sind das Investmentunternehmen Atorka Group und Landsbanki. Das Hauptquartier befindet sich in Kópavogur. Mit etwa 5800 Mitarbeitern an 60 Produktionsstandorten wird ein Umsatz von etwa 910 Millionen US-Dollar (2006) erwirtschaftet.
Promens ist der weltgrößte Anbieter von Rotationsformung. In diesem Geschäftssegment sind an zwanzig Standorten in zehn Nationen 1600 Mitarbeiter beschäftigt. Im Jahr 2006 wurden mehr als 34 Millionen kg Kunststoff im Wert von 220 Millionen US-Dollar verarbeitet.

## Geschichte
Das Unternehmen wurde 1984 als Sæplast in Dalvík im Norden Islands gegründet. Die ersten Produkte waren doppelwandige Plastikbehälter für die Aufbewahrung frisch gefangenen Fisches, später kamen auch Bojen für Fangnetze hinzu. Das Unternehmen machte dabei erste Erfahrungen mit Rotationsformung.
Wurde zuerst für die isländische Fangflotte produziert, begann sich bald der Erfolg im Export einzustellen. 1993 erhielt Sæplast einen durch den Staatspräsidenten verliehenen Exportpreis. Im gleichen Jahr wurde das Unternehmen an der isländischen Börse ICEX gelistet.
1999–2003 wurden mehrere ausländische Mitbewerber übernommen und eigene Produktionsstandorte gegründet, etwa in Kanada, Hong Kong, Spanien, Norwegen und den Niederlanden.
Die Atorka Group übernahm Sæplast 2004 und nahm das Unternehmen von der Börse. Im Mai 2005 wurde Promens als Holdingunternehmen gegründet. Während einige Geschäftsbereiche direkt Promens unterstellt wurden, verblieben andere bei Sæplast. Im Jahr 2005 wurde Bonar Plastics von Low and Bonar Plc übernommen, was zwölf weitere Werke in Europa und Nordamerika in Promens eingliederte.

## Standorte
Promens betreibt weltweit Produktionsstandorte sowie Niederlassungen.
Europa: Belgien, Dänemark, Deutschland, Estland, Finnland, Frankreich, Island, Italien, Niederlande, Norwegen, Polen, Russland, Schweden, Spanien, Tschechische Republik, UK
Nordamerika: Kanada
Afrika: Tunesien
Asien: China, Hongkong, Indien, Philippinen